# Statul Major General
Lo Statul Major General della Armata Română venne creato il 12/24 novembre 1859 con legge nr. 83 del domnitor Alexandru Ioan Cuza. Conforme alla legge nr. 346 del 21 luglio 2006 (art. 12), Statul Major General assicura, conduce, organizza, pianifica le operazioni delle tre forze armate:
- Forțele Terestre Române
- Forțele Aeriene Române
- Forțele Navale Române

Sovraintende come ente civile alla Armata Română e allo Statul Major General il Ministero della difesa, Ministerelor de Război sau de Apărare.

## Galleria d'immagini

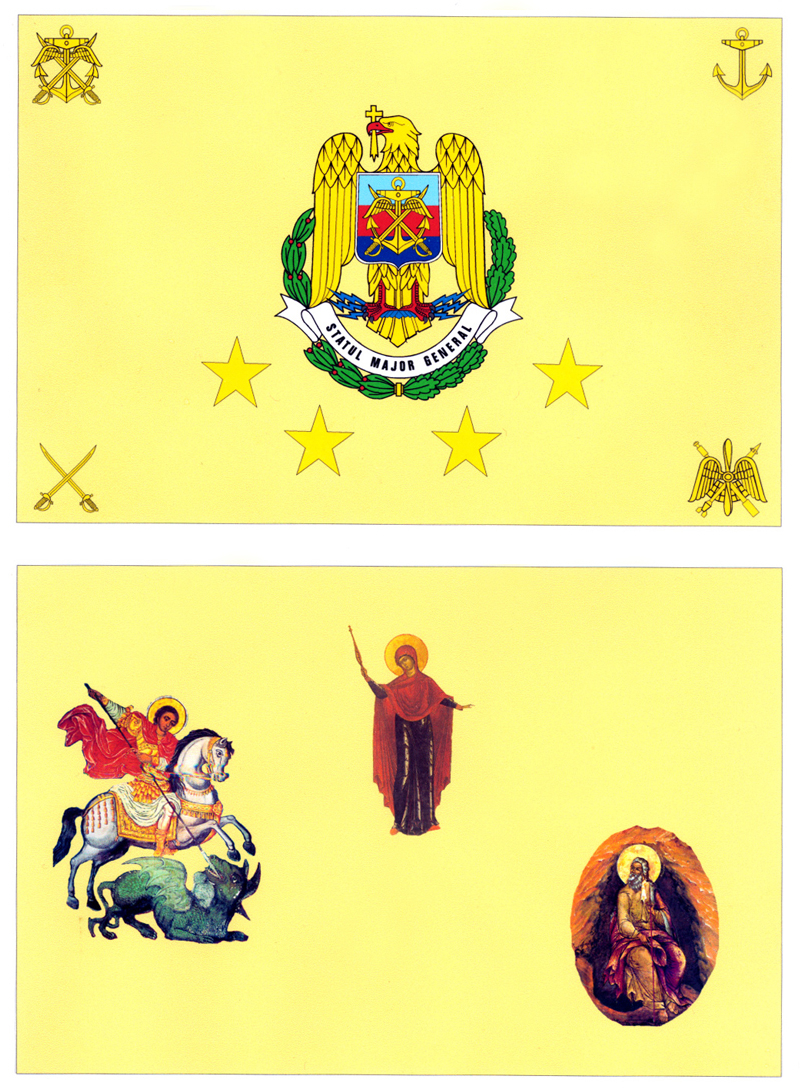
Steagul de identificare al Statului Major General
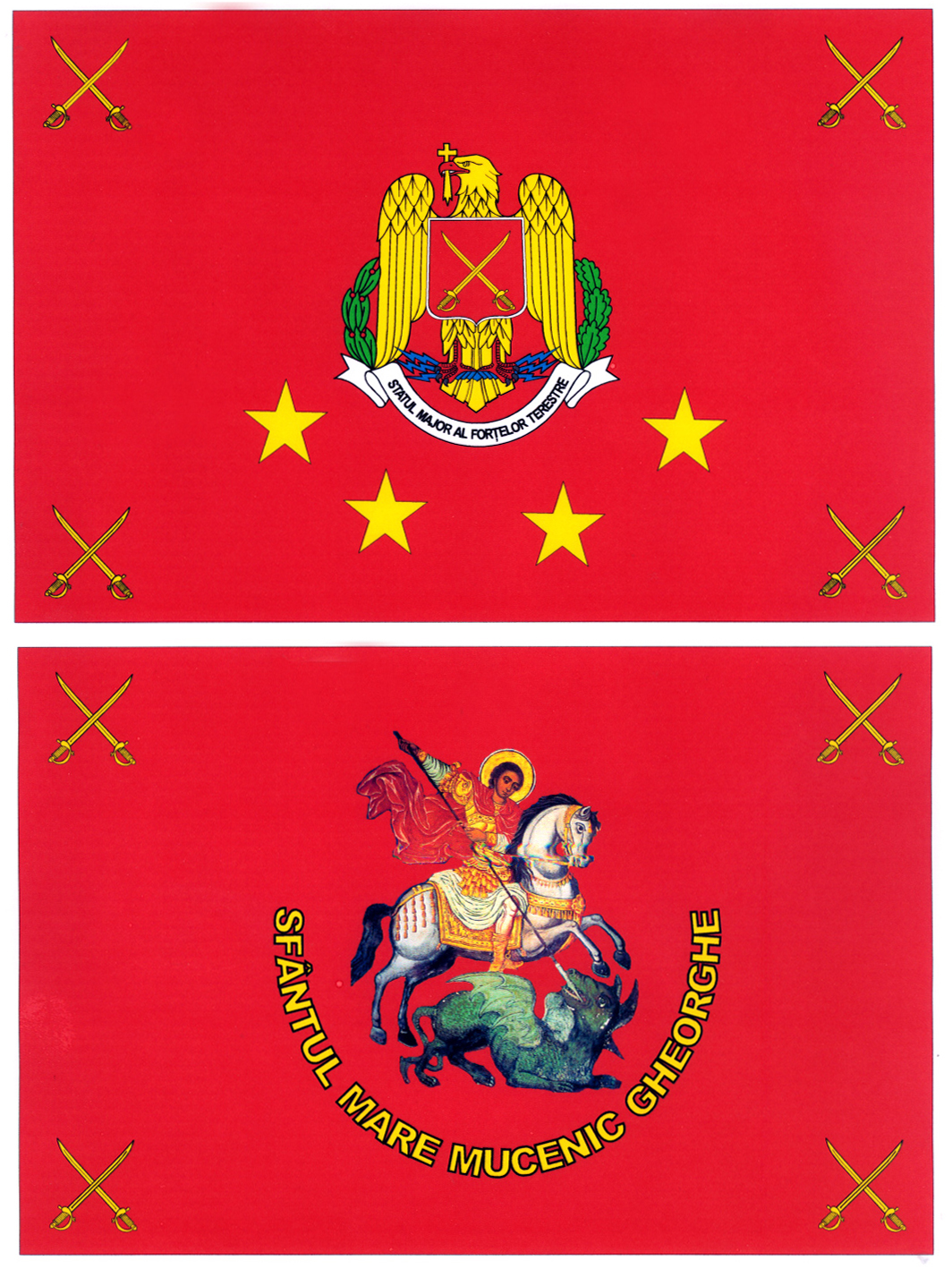
Steagul de identificare al Statului Major al Forţelor Terestre
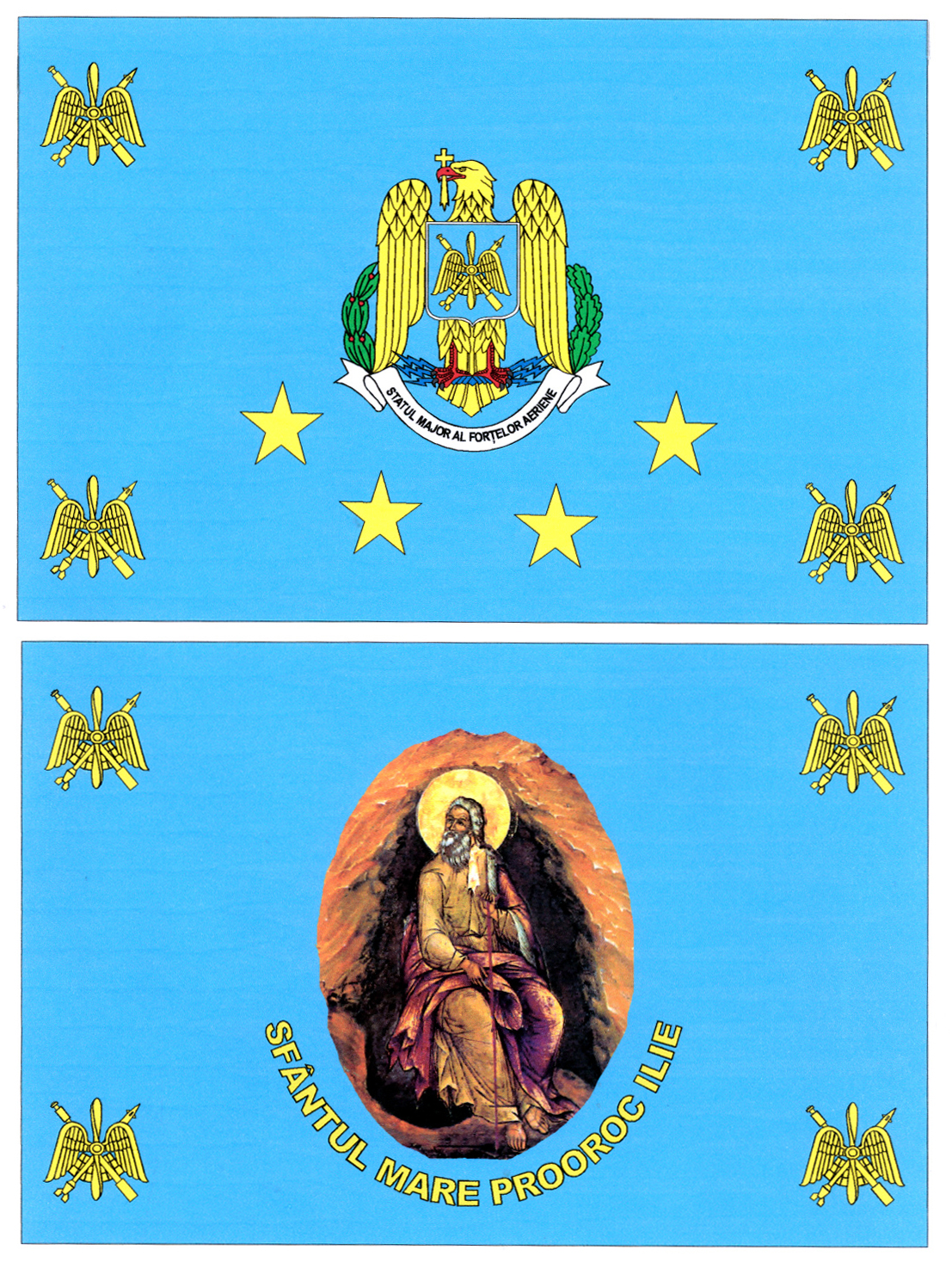
Steagul de identificare al Statului Major al Fortelor Aeriene Archiviato il 7 febbraio 2022 in Internet Archive.
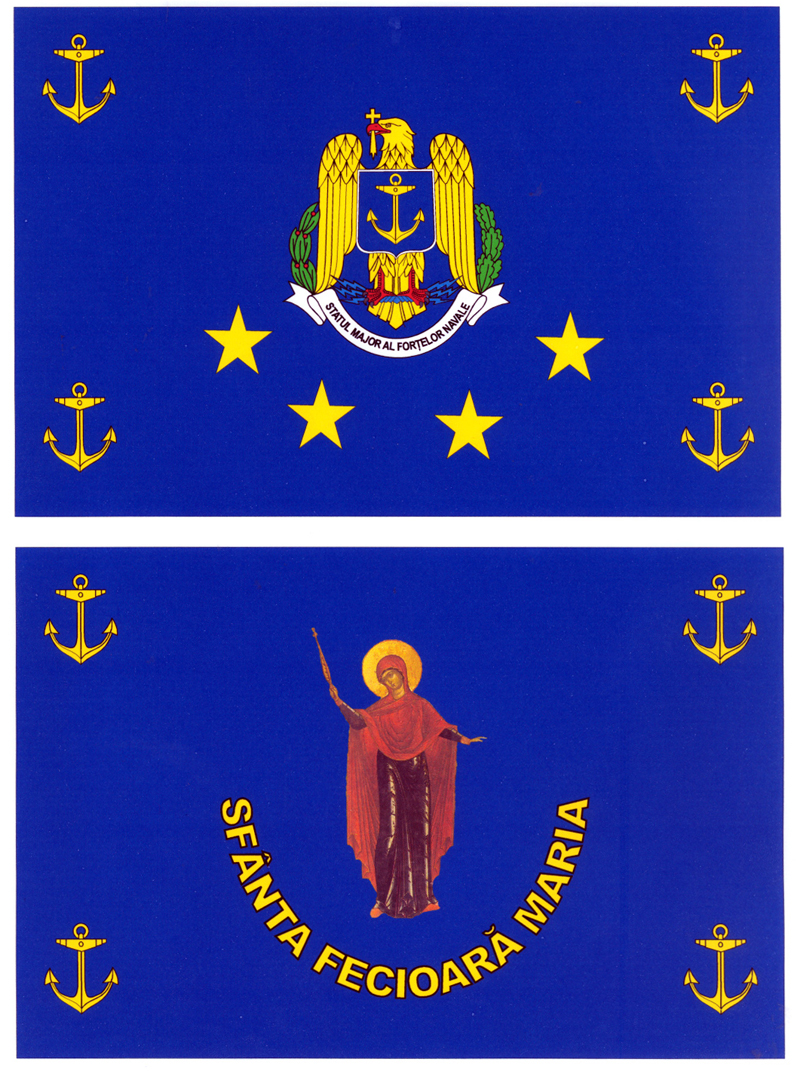
Steagul de identificare al Statului Major al Fortelor Navale